# Кусу, Манассе
Манассе Кусу (швед. Manasse Kusu; род. 22 декабря 2001, Швеция) — шведский футболист, полузащитник клуба «Норрчёпинг».

## Клубная карьера
Начинал заниматься футболом в клубе «Слейпнер» в 2012 году. Затем перешёл в «Норрчёпинг», в котором начал выступать за юношеские команды. С 2019 года помимо игр в молодёжной команде выступает также за фарм-клуб «Сильвия», выступающий во втором дивизионе. В его составе дебютировал 25 сентября в домашней игре с «Линчёпинг», выйдя на поле на 72-й минуте. 22 мая 2018 года сыграл за клуб в матче первого раунда кубка Швеции против «Оскарсхамна», отыграв все 90 минут.
С сезона 2019 года стал привлекаться к тренировкам с основной командой «Норрчёпинга». В её составе впервые появился на поле в матче группового этапа кубка Швеции с «Вернаму», выйдя на 89-й минуте вместо Калле Хольмберга. 21 сентября в матче с «Эребру» дебютировал в чемпионате Швеции. В конце встречи Кусу вышел на замену вместо Андреаса Блумквиста.

## Карьера в сборной
Выступал за юношеские сборные Швеции различных возрастов. В сборной до 17 лет дебютировал 5 мая 2017 года в товарищеской встрече с Португалией. Кусу вышел на поле в стартовом составе и на 64-й минуте был заменён на Адама Бен Ламина. В общей сложности за сборную этого возраста провёл 22 матча.
В составе юношеской сборной до 19 лет впервые сыграл 4 июня 2019 года в товарищеской встрече с Венгрией, отыграл 82 минуты, после чего был заменён на Эрика Гранделиуса.

## Личная жизнь
Родился в ДР Конго. Его отец погиб в ходе одной из войн на территории страны. В конце 2011 года вместе с матерью переехал в Швецию.

## Клубная статистика
| Выступление      | Выступление      | Выступление      | Лига | Лига | Кубки | Кубки | Конт. кубки | Конт. кубки | Итого | Итого |
| Клуб             | Лига             | Сезон            | Игры | Голы | Игры  | Голы  | Игры        | Голы        | Игры  | Голы  |
| ---------------- | ---------------- | ---------------- | ---- | ---- | ----- | ----- | ----------- | ----------- | ----- | ----- |
| Норрчёпинг       | Аллсвенскан      | 2019             | 2    | 0    | 2     | 0     | 0           | 0           | 4     | 0     |
| Норрчёпинг       | Аллсвенскан      | 2020             | 7    | 0    | 3     | 0     | 0           | 0           | 10    | 0     |
| Норрчёпинг       | Аллсвенскан      | 2021             | 3    | 0    | 0     | 0     | 0           | 0           | 3     | 0     |
| Норрчёпинг       | Итого            | Итого            | 12   | 0    | 5     | 0     | 0           | 0           | 17    | 0     |
| Сильвия          | Дивизион 2       | 2017             | 3    | 0    | 0     | 0     | 0           | 0           | 3     | 0     |
| Сильвия          | Дивизион 2       | 2018             | 22   | 4    | 2     | 0     | 0           | 0           | 24    | 4     |
| Сильвия          | Дивизион 1       | 2019             | 20   | 0    | 0     | 0     | 0           | 0           | 20    | 0     |
| Сильвия          | Итого            | Итого            | 45   | 4    | 2     | 0     | 0           | 0           | 47    | 4     |
| Всего за карьеру | Всего за карьеру | Всего за карьеру | 57   | 4    | 7     | 0     | 0           | 0           | 64    | 4     |